# Кончерто Гроссо (мультфильм)
«Кончерто Гроссо» — советский короткометражный мультфильм для взрослых, выпущенный в 1989 году киностудией Беларусьфильм по мотивам рассказа итальянского писателя Дино Буццати «Бомба».

## Сюжет
Человеку снится сон, как из сухой земли на призыв дождя вылезают рыбы, затем появляется светящийся шар как предзнаменование, трещины в земле превращаются в змей, крысы бегут в линию руки… Просыпается, распахивается окно, подъезжает машина, раздается звонок телефона, затем звонок в дверь… Бомбу несут ему!!! Толпа смеётся, уже шествие: «Мы спасены!». Гимны над маленькой хрупкой Землёй…. Скрипач закончил свой концерт, в зале тишина и лишь тупые лица…

## Художественные особенности
Игровое изображение оригинально связано с рисованной мультипликацией.

## Съёмочная группа
| Режиссёр-постановщик   | Игорь Волчек                                   |
| Сценарий               | Сергей Булыга                                  |
| Оператор-постановщик   | Михаил Комов                                   |
| Художники-постановщики | Александр Щепетов, Ирина Лазерко               |
| Аниматоры              | Татьяна Яцына, Валерий Козлов, Алексей Казаков |
| Звукорежиссёр          | Сергей Чупров                                  |
| Композитор             | Андрей Леденёв                                 |

## Награды
- 1989 — главный приз Международного кинофестиваля в Мюнхене